# Relações entre Coreia do Norte e Vietnã
As relações entre Coreia do Norte e Vietnã são as relações diplomáticas estabelecidas entre a Coreia do Norte e o Vietnã.

## História

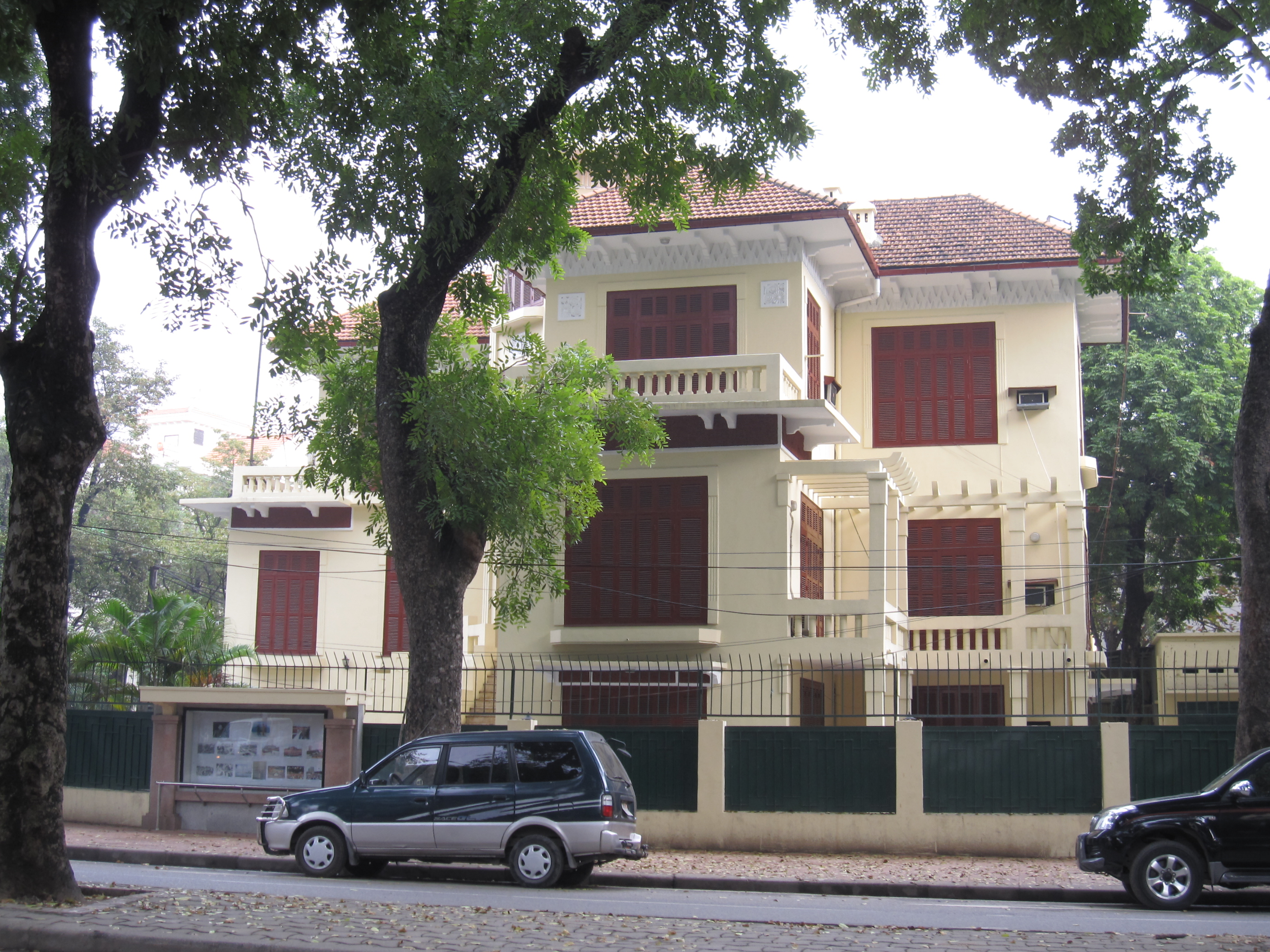
Embaixada da Coreia do Norte em Hanói, Vietnã.

Durante a Guerra do Vietnã, a Coreia do Norte forneceu ajuda econômica e militar substancial ao Vietnã do Norte (1966: 12,3 milhões de rublos; 1967: 20 milhões; 1968: 12,5 milhões; 1969: 12,5 milhões). Em 1968, aproximadamente dois mil estudantes e trainees vietnamitas receberam educação gratuita na Coreia. Como resultado de uma decisão do Partido dos Trabalhadores da Coreia em outubro de 1966, no início de 1967 a Coreia do Norte enviou um esquadrão de caças ao Vietnã do Norte para apoiar os 921º e 923º esquadrões norte-vietnamitas que defendiam Hanói. Eles permaneceram em 1968; foi relatado que duzentos pilotos serviram. Além disso, pelo menos dois regimentos de artilharia antiaérea também foram enviados. A Coreia do Norte também enviou armas, munições e dois milhões de conjuntos de uniformes para seus camaradas no Vietnã do Norte. Kim Il-sung teria dito a seus pilotos para "lutar na guerra como se o céu vietnamita fosse deles".
A partir de 1968, entretanto, as relações entre Pyongyang e Hanói começaram a se deteriorar por vários motivos. Ansiosa por manter os Estados Unidos atolados no Vietnã, a Coreia do Norte discordou da decisão do Vietnã do Norte de entrar em negociações de paz com os EUA e reagiu negativamente aos Acordos de Paz de Paris. Durante a Guerra Civil do Camboja, a Coreia do Norte aprovou o plano chinês de criar uma "frente única dos cinco países revolucionários da Ásia" (China, Coréia, Vietnã, Laos e Camboja), enquanto o Vietnã do Norte o rejeitou com base no que tal frente excluiria a União Soviética e desafiaria o domínio vietnamita na Indochina. Por volta dessa época, a Guerra do Vietnã chegou ao fim. O governo do Vietnã do Norte, ao contrário do da Coreia do Norte, conseguiu reunificar todo o país em 1975. Durante a guerra cambojana-vietnamita, a liderança norte-coreana condenou a invasão vietnamita do Camboja, recusou-se a reconhecer a República Popular do Kampuchea, e permitiu que o exilado Norodom Sihanouk ficasse na Coreia. De acordo com o historiador Balazs Szalontai, o Vietnã passou a se ressentir do que considerava o comportamento egocêntrico da Coreia do Norte, e os dois governos tornaram-se rivais em vez de amigos.

## Declínio gradual nas relações
Nas décadas de 1990 e 2000, as relações norte-coreano-vietnamitas diminuíram ainda mais devido a investimentos e disputas comerciais. O ex-embaixador vietnamita na Coreia do Sul é formado pela Universidade Kim Il-sung da Coreia do Norte. O filho de um ex-funcionário da embaixada vietnamita em Pyongyang, que também frequentou a Universidade Kim Il-sung entre 1998 e 2002, deu uma entrevista em 2004 com a revista sul-coreana The Chosun Ilbo sobre as experiências que teve enquanto morou lá. Embora seu vizinho gigante, a China, seja um exemplo óbvio de reforma econômica a ser seguida, os especialistas dizem que o Vietnã é visto como um modelo muito melhor pela Coreia do Norte.

## Cúpula de Hanói
A Casa Branca deu a confirmação da cúpula planejada entre o líder supremo norte-coreano Kim Jong-un e o presidente dos Estados Unidos Donald Trump em 11 de setembro de 2018. O Secretário de Estado dos Estados Unidos Mike Pompeo declarou que a Coreia do Norte e os Estados Unidos estavam 'trabalhando diligentemente' para garantir que as condições fossem adequadas para a cúpula. Trump anunciou o país anfitrião, Vietnã, e as datas, de 27 a 28 de fevereiro, durante seu segundo discurso sobre o Estado da União em 5 de fevereiro de 2019. Três dias depois, o presidente Trump anunciou que Hanói seria o anfitrião da reunião de cúpula.